# Osinga State (Schettens)

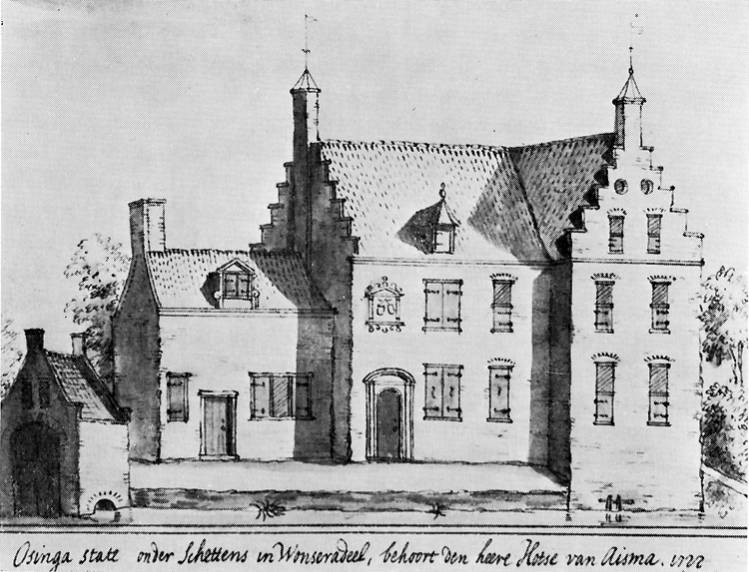
Osinga State te Schettens. Tekening van J. Stellingwerf

Osinga State was een stins te Schettens, vermoedelijk vijftiende-eeuws. De state werd bewoond door de adellijke familie Van Osinga en vanaf 1612 door de familie Van Aysma.
Laatste bewoner, Hotze Scheltes van Aysma trouwde in 1727 met Anna Geertruid Swaen, waarna zij vertrokken naar Zutphen.
Hierna is de state omgebouwd tot boerderij.
Top op heden is het terrein nog duidelijk herkenbaar, door de grachten rondom. De boerderij brandde in 1982 af, waarna er een bungalow met stallen voor in de plaats kwam.
In Schettens is de belangrijkste straat (Van Osingaweg) genoemd naar de familie Van Osinga.